# Parafia Niepokalanego Poczęcia Najświętszej Maryi Panny w Sosnowcu
Parafia Niepokalanego Poczęcia Najświętszej Maryi Panny w Sosnowcu – rzymskokatolicka parafia, położona w dekanacie sosnowieckim - św. Barbary, diecezji sosnowieckiej, metropolii częstochowskiej w Polsce, erygowana w 1908 roku. 